# Chicot County
Chicot County er et county i den amerikanske delstat Arkansas. 
Ved folketællingen i 2010 boede der 11.800 i Chicot County. Det administrative centrum er Lake Village. Chicot County blev etableret den 25. oktober 25 1823 som det 10. county i Arkansas. Det har fået navn efter Point Chicot i Mississippifloden og ligger i Arkansas Delta, der har været et historisk betydningsfuldt område for bomuldsdyrkning.